# Lengyelország címere

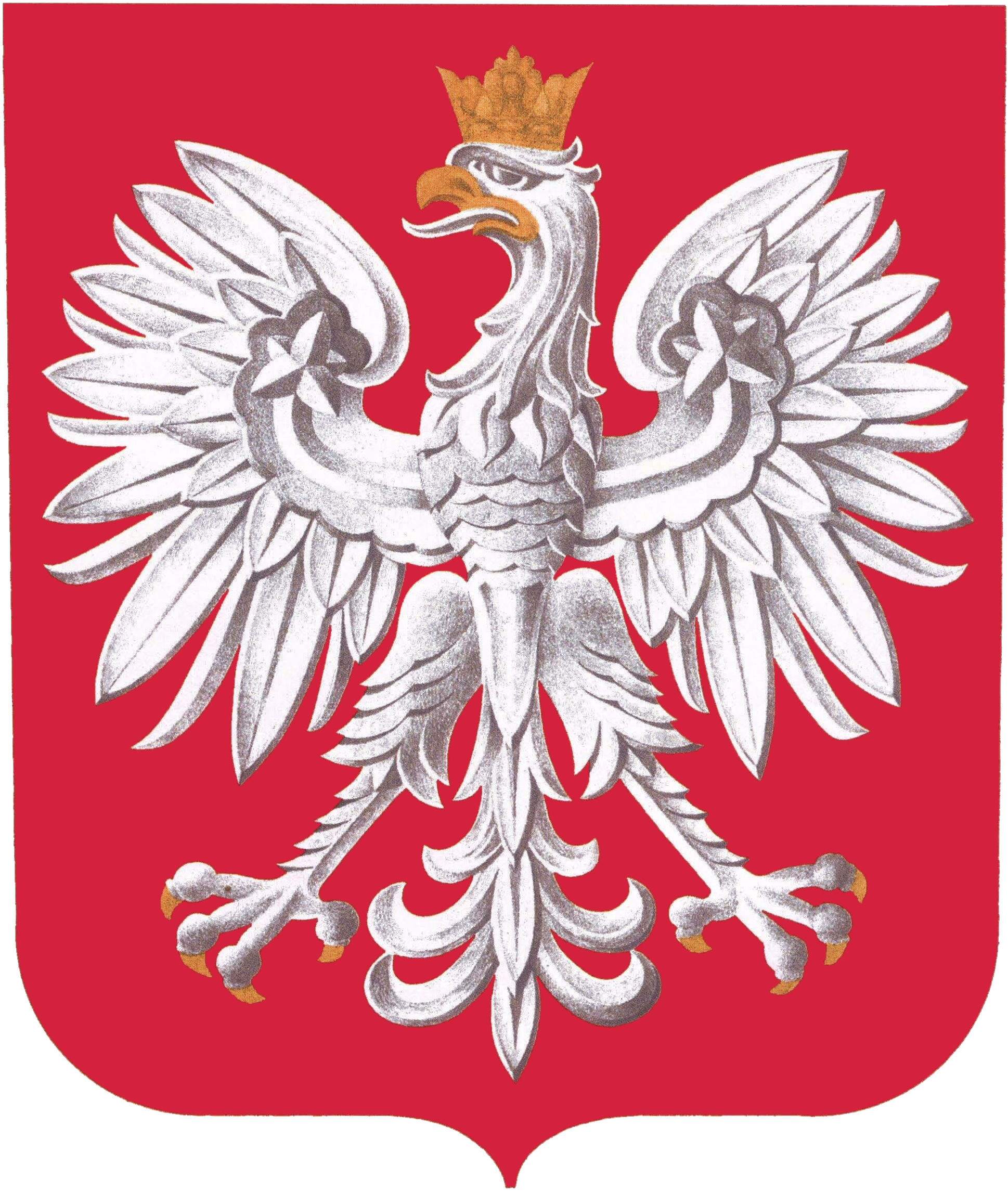
Lengyelország címere

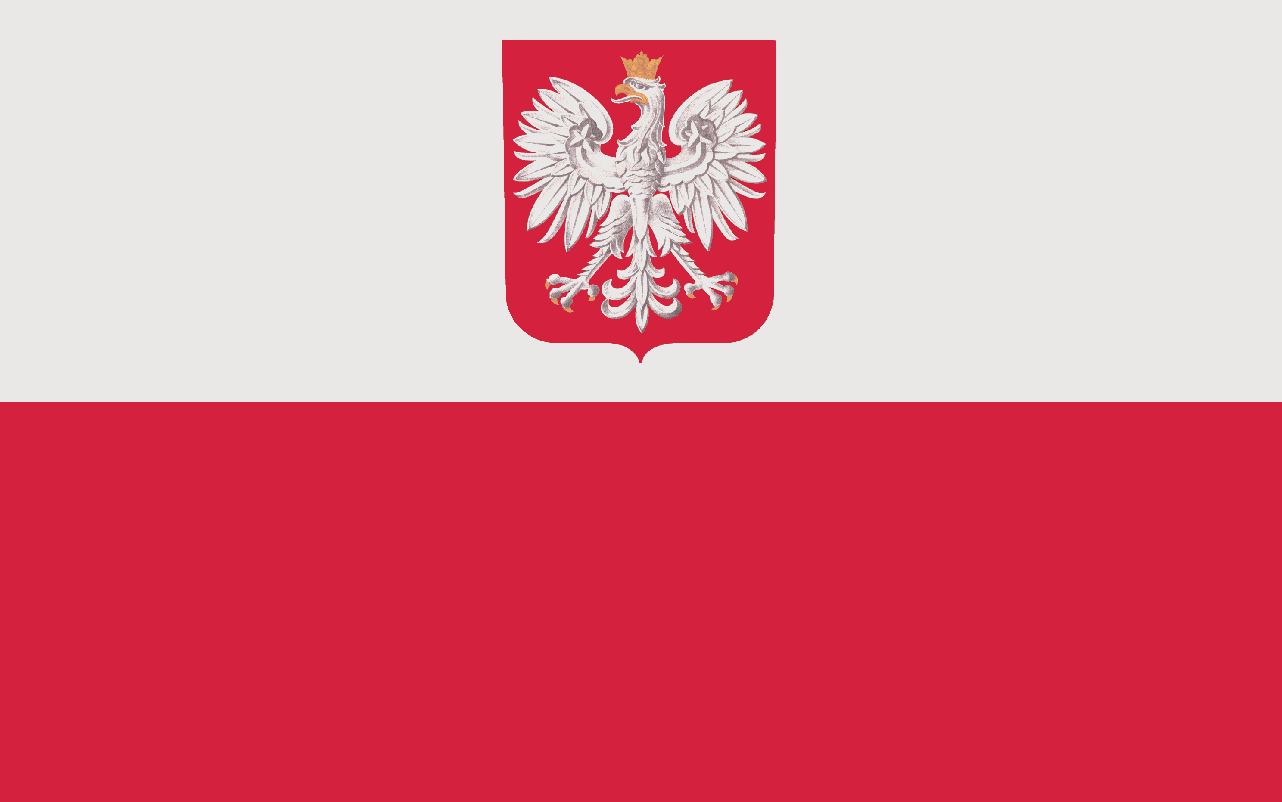
Lengyelország címeres zászlaja

Lengyelország címere a Lengyel Köztársaság 1997-es alkotmányának 28(1) cikkelye által szabályozott. A címer ezüst sast tartalmaz vörös mezőben. Jelenlegi formájában egyfejű, koronás sast ábrázol, amely jobbra fordul; karmai és csőre aranyszínűek a vörös mező előtt. A fehér és a vörös a Lengyel Köztársaság nemzeti színei, melyeket törvény határoz meg.

## Legendája
A Fehér Sas figura eredete összekapcsolódik Lengyelország legendás alapítójának, Lechnek a történetével, aki megpillantott egy sasfészket. Ahogy meglátta benne a madarat, a lenyugvó nap piros sugarai megcsillantak a szárnyain, és aranyszínűnek tetszettek, míg a madár többi része tiszta fehér volt. Annyira el volt ragadtatva, hogy elhatározta, ott telepedik le, és bevette címerébe a sast. A helyet pedig Gniezdno-nak nevezte el (ma Gniezno) a lengyel gniazdo (fészek) szó után.
Ez a történet értelmezhető a Róma alapításáról szóló legenda allúziójaként. Auspicium volt annak az ősi szertartásnak a neve amely során a madarak röptének megfigyelése által igyekeztek megszerezni az istenek támogatását jövőbeli terveikhez. Egy kevésbé romantikus elmélet szerint Lengyelország a Római Birodalomtól vette át a sas figuráját (sok más európai országhoz hasonlóan).

## Története
A fehér sas figurája elsőként I. (Vitéz) Boleszláv uralkodása idején készített pénzérmeken bukkant fel, először mint a Piast-dinasztia címere. A stilizált ábrázolásmód miatt viták bontakoztak ki a tudósok között, akik nem tudták minden kétséget kizáróan megállapítani, hogy milyen fajhoz tartozik. Legvalószínűbb a fehér farkú sas, de tyúk, galamb és páva is elképzelhető.
A 12. századtól kezdve a sas gyakran tűnt fel a Piast hercegek pajzsain, jelvényein, pénzérméin és pecsétjein. A lengyel címeren II. Przemysł uralkodása alatt jelent meg, hogy felidézze a Lengyelország szétesése előtti Piast hagyományt.
A sas grafikus megformálása változott a századok alatt. Jelenlegi formája, amelyet 1927-ben fogadtak el, Zygmunt Kamiński professzor munkája, és alapjául a Báthory István korabeli sas szolgált.
Magának a pajzsnak is változott a formája. A lengyel-litván unió címerpajzsa négy részből állt, lengyel sasokkal és litván harcosokkal az átellenes mezőkben. Az uralkodók általában a nemzeti címer közepén helyezték el a maguk családi címerét.
Annak ellenére, hogy a felosztások után a hódítók által létrehozott tartományok új címereket kaptak, a Fehér Sas megmaradt bennük koronával vagy anélkül, időnként balra fordított fejjel és néha a litván harcossal együtt. De a legtöbb esetben ezeket a megszállók címerével kombinálták.
A novemberi felkelés után a cárok, akik a lengyel király címet is viselték, átvették a Fehér Sas Rend kitüntetést kék szalaggal. A januári felkelés után a sas és a litván harcos mellé csatlakozott az arkangyal, Ukrajna jelképe.
A lengyelek nagy számban gyűjtötték a felosztások előtti időszakból származó pénzérméket, rajtuk a sas ábrázolásával. A sas jelképe – gyakran a litván harcossal együtt – számtalan zászlón és jelvényen megjelent a felkelés idején.
A Lengyel Királyság visszaállítását az Osztrák–Magyar Monarchia és Németország 1916-ban hagyta jóvá. Egy évvel később jelentek meg az első lengyel bankjegyek, melyeken osztatlan pajzsmezőn koronás sas volt látható. A függetlenség visszanyerése után a Fehér Sast 1919-ben törvénybe iktatták. Az ekkor elfogadott hivatalos címer (amely II. (Poniatowski) Szaniszló Ágost címerére emlékeztetett) 1927-ig volt használatban, amikor Zygmunt Kamiński professzor újat tervezett.
A második világháború után a Lengyel Népköztársaság hatóságai eltávolították a koronát a sas fejéről. Ezt hivatalosan 1955-ben hagyták jóvá. Ennek eredményeképpen a Lengyel Köztársaság Emigráns Kormánya új címert vezetett be; ezen a sas által viselt koronán egy kereszt volt látható. 
1989. december 29-én a lengyel alkotmány módosításával egyidejűleg a sasra visszakerült a korona.
Jelenleg a Lengyel Köztársaság szerzői joggal védett szimbóluma.

## Lengyel fegyveres erők

A Lengyel Szárazföldi Erők címere
A Lengyel Haditengerészet címere
A Lengyel Légierő címere

## Galéria

II. Przemysł címere
II. (Jagelló) Ulászló címere
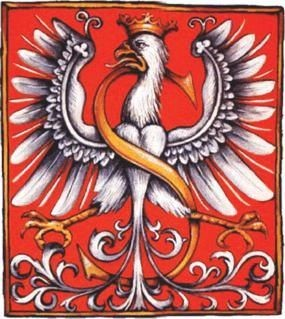
I. (Öreg) Zsigmond címere
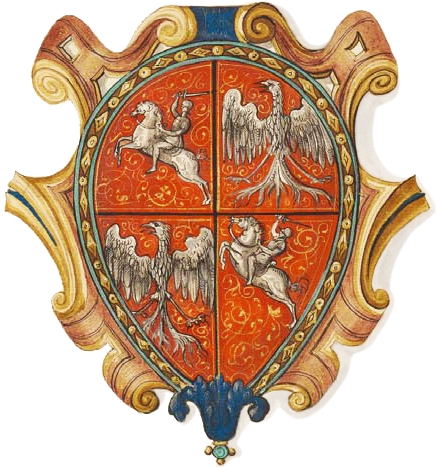
A Lengyel-litván unió címere
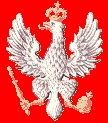
II. (Poniatowski) Szaniszló Ágost címere
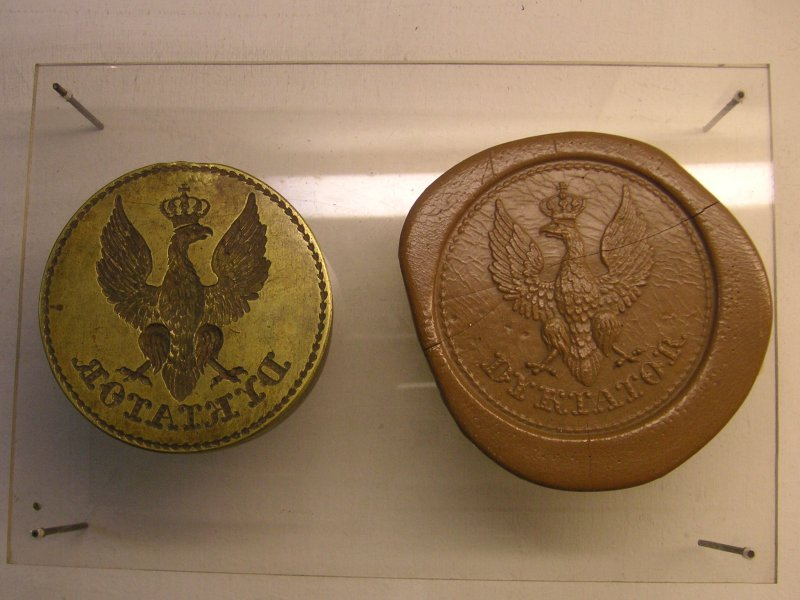
A novemberi felkelés „diktátorának” címere
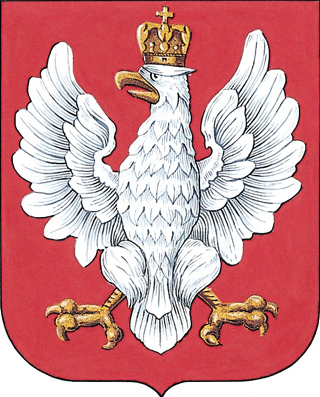
A Második Lengyel Köztársaság címere (1919-1927)
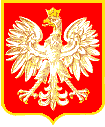
A Második Lengyel Köztársaság címere (1927-1945)
A Lengyel Népköztársaság címere a korona nélkül (1945-1989)

## Fordítás
Ez a szócikk részben vagy egészben  a   Godło Polski című lengyel Wikipédia-szócikk ezen változatának fordításán alapul.  Az eredeti cikk szerkesztőit annak laptörténete sorolja fel. Ez a jelzés csupán a megfogalmazás eredetét és a szerzői jogokat jelzi, nem szolgál a cikkben szereplő információk forrásmegjelöléseként.